# ۱۳۷۹۲۴، ۲۰۰۰ بی دی ۱۹
۱۳۷۹۲۴، ۲۰۰۰ بی دی ۱۹ (انگلیسی: (137924) 2000 BD19) نام یک سیارک است که در اطراف سیاره عطارد در منظومه شمسی کشف شده است. این سیارک بسیار دور از خورشید است، اما می‌تواند نور آن را به خود جذب کند. این سیارک متعلق به سیارک‌های آنان می‌باشد که تعداد زیادی از سیارک‌ها را شامل می‌شود. این سیارک در مرکز بررسی سیارک‌های نزدیک به زمین در ژانویه ۲۰۰۰ کشف گردیده است. جنس این سیارک اغلب از سرب و آلومینیم است.